# 인디언자리 로 b
인디언자리 로 b는 항성 인디언자리 로 주위를 돌고 있는 외계 행성이다. 평균 공전궤도 거리는 2.54 천문단위로, 항성계의 생명체 거주가능 영역 바로 밖을 돌고 있다. 1회 별을 도는 데에는 3.7년이 걸린다. 밝혀진 최소 질량은 목성의 2배 이상이다.

## 같이 보기
- 두루미자리 타우1 b

## 참고 문헌
- (영어) Jones;  외. (2002). “Extrasolar planets around HD 196050, HD 216437 and HD 160691”. 《Monthly Notices of the Royal Astronomical Society》 337 (4): 1170–1178. doi:10.1046/j.1365-8711.2002.05787.x. 2012년 12월 4일에 원본 문서 (요약)에서 보존된 문서. 2009년 6월 21일에 확인함.웹 인쇄본